# Otto Skorzeny
Otto Johann Anton Skorzeny (Viena, 12 de junho de 1908 – Madrid, 5 de julho de 1975) foi um SS-Obersturmbannführer (tenente-coronel) da Waffen-SS alemão nascido na Áustria. Durante a Segunda Guerra Mundial, ele esteve envolvido em uma série de operações, incluindo a remoção do poder do regente húngaro Miklós Horthy e a Operação Carvalho que resgatou Benito Mussolini da prisão. Skorzeny liderou a Operação Greif, na qual soldados alemães se infiltraram nas linhas aliadas vestindo os uniformes dos inimigos. Como resultado, ele foi acusado em 1947 no Tribunal Militar de Dachau de violar a Convenção de Haia de 1907, mas foi absolvido.
Skorzeny escapou de um campo de concentração em 1948, escondendo-se em uma fazenda na Baviera, bem como em Salzburgo e Paris, antes de finalmente se estabelecer na Espanha. Em 1953, ele serviu como conselheiro militar do presidente egípcio Gamal Abdel Nasser. Ele teria sido conselheiro do presidente argentino Juan Perón. Skorzeny agiu como agente do Mossad, supostamente auxiliando na execução de ações como a Operação Diamante. Ele morreu de câncer de pulmão em 5 de julho de 1975 em Madrid, aos 67 anos.

## Biografia
Otto Skorzeny nasceu em Viena em uma família austríaca de classe média com uma longa história de serviço militar. Seu sobrenome é de origem polonesa, e os ancestrais distantes de Skorzeny vieram de Skorzęcin na região da Grande Polônia, eventualmente imigrando para a Prússia Oriental.
Além de seu alemão nativo, ele falava francês fluentemente e era proficiente em inglês. Na adolescência, Skorzeny certa vez reclamou com seu pai sobre o estilo de vida austero que a família estava levando; seu pai respondeu: "Não há mal nenhum em passar sem coisas. Pode até ser bom para você não se acostumar com uma vida fácil."
Ele foi um esgrimista notável como membro de uma Burschenschaft nacional alemã enquanto estudava na Universidade Técnica de Viena. Ele se envolveu em quinze combates pessoais. O décimo resultou num ferimento que deixou uma cicatriz dramática de duelo — conhecida na esgrima académica como Schmiss (alemão para “golpear” ou “bater”) — na sua bochecha.
Em maio de 1932, Skorzeny se juntou à organização nazista austríaca e logo se tornou membro da filial austríaca da Sturmabteilung (SA) nazista em fevereiro de 1934. Uma figura carismática, Skorzeny desempenhou um papel menor no Anschluss em 12 de março de 1938 quando, de acordo com seu próprio relato, ele salvou o presidente austríaco Wilhelm Miklas de ser baleado pelos nazistas austríacos.

## Frente Oriental da Segunda Guerra Mundial

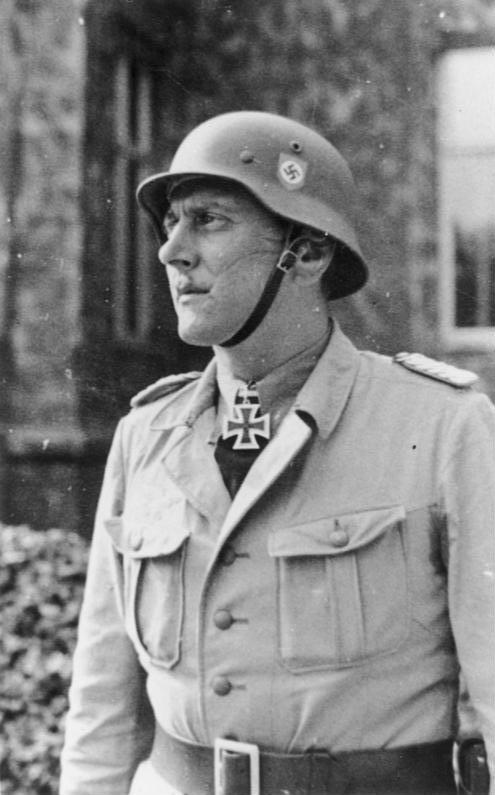
Skorzeny como comandante da unidade de forças especiais Waffen SS Sonderverband zbV Friedenthal, 1943

Após a invasão da Polônia em 1939, Skorzeny, que trabalhava como engenheiro civil, se ofereceu para servir na Força Aérea Alemã (a Luftwaffe), mas foi rejeitado por ser considerado muito alto, com 1,94 m e muito velho (31 anos em 1939) para treinamento de tripulação. Ele então se juntou à Waffen-SS, treinando com o regimento de guarda-costas de Hitler, o Leibstandarte SS Adolf Hitler (LSSAH).
Skorzeny participou da invasão da União Soviética com a Divisão SS Das Reich e posteriormente lutou em várias batalhas na Frente Oriental. Em outubro de 1941, ele estava encarregado de uma "seção técnica" das forças alemãs durante a Batalha de Moscou. Sua missão era tomar edifícios importantes do Partido Comunista, incluindo a sede do NKVD em Lubyanka, o escritório central do telégrafo e outras instalações de alta prioridade, antes que pudessem ser destruídos. Ele também recebeu ordens de capturar as comportas do Canal Moscou-Volga porque Hitler queria transformar Moscou em um enorme lago artificial ao abri-las. As missões foram canceladas na medida em que as forças alemãs não conseguiram capturar a capital soviética.
Em janeiro de 1942, Skorzeny foi atingido na nuca por estilhaços; ele foi transportado para a retaguarda para tratamento. Ele já havia recebido a Cruz de Ferro, Segunda Classe, enquanto lutava na cabeça de ponte de Yelnya. Recuperando-se dos ferimentos, ele recebeu uma função de estado-maior em Berlim, onde desenvolveu suas ideias sobre guerra de comando não convencional. As propostas de Skorzeny eram desenvolver unidades especializadas nesse tipo de guerra, incluindo combates de guerrilha bem atrás das linhas inimigas, combates com uniformes inimigos, ataques de sabotagem, etc. Em abril de 1943, o nome de Skorzeny foi proposto por Ernst Kaltenbrunner, o novo chefe do RSHA, e Skorzeny se encontrou com Walter Schellenberg, chefe do Amt VI, Ausland-SD (o departamento de inteligência estrangeira da SS do RSHA). Schellenberg encarregou Skorzeny do comando das escolas organizadas para treinar agentes em sabotagem, espionagem e técnicas paramilitares. Skorzeny foi nomeado comandante da recém-criada Waffen SS Sonderverband zbV Friedenthal, estacionada perto de Berlim (a unidade foi posteriormente renomeada SS Jagdverband 502 e, em novembro de 1944, novamente para SS Combat Unit "Centre", expandindo-se finalmente para cinco batalhões).
A primeira missão da unidade foi a Operação François, em meados de 1943. Skorzeny enviou um grupo de paraquedas ao Irã para fazer contato com as tribos dissidentes das montanhas e incentivá-las a sabotar as remessas aliadas para a União Soviética via Ferrovia Trans-Iraniana. No entanto, o compromisso entre as tribos rebeldes era suspeito e a Operação François foi considerada um fracasso.

## Operações
- Operação François – Coordenação de operações de guerrilha no Irã.
- Operação Carvalho (Unternehmen Eiche, setembro de 1943) – resgate do ditador italiano Benito Mussolini.
- Operação Weitsprung – Uma operação planejada para assassinar os "Três Grandes" (Stalin, Churchill e Roosevelt) durante a Conferência de Teerã de 1943. A trama foi descoberta antes mesmo de começar. Skorzeny negou que essa operação tenha existido.
- Operação Rösselsprung (Unternehmen Rösselsprung, maio de 1944) – Uma tentativa de capturar Josip Broz Tito, líder dos guerrilheiros iugoslavos.
- Operação Punho Blindado (Unternehmen Panzerfaust também conhecido como Unternehmen Eisenfaust, outubro de 1944) – sequestro de Miklós Horthy Jr. para forçar seu pai, o almirante Miklós Horthy, a renunciar ao cargo de regente da Hungria em favor de Ferenc Szálasi, o líder pró-nazista do Partido da Cruz Flechada.
- Operação Greif (Unternehmen Greif, dezembro de 1944) – Uma operação de bandeira falsa para espalhar desinformação durante a Batalha das Ardenas.
- Werwolf SS – Um movimento de resistência clandestina nazista planejado na Europa ocupada pelos Aliados.

### Libertação de Mussolini

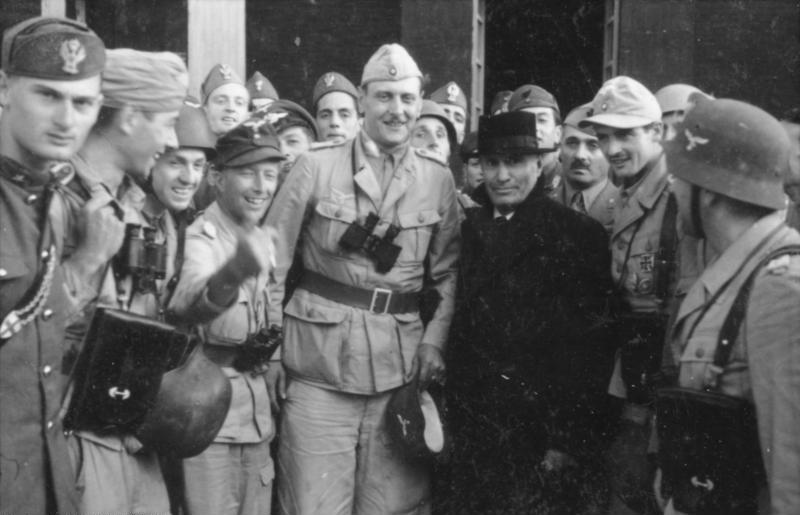
Skorzeny (centro, binóculos pendurados no pescoço) com o Mussolini libertado – 12 de setembro de 1943

Na noite entre 24 e 25 de julho de 1943, algumas semanas após a invasão aliada da Sicília e o bombardeio de Roma, o Grande Conselho Italiano do Fascismo votou uma moção de censura (Ordine del Giorno Grandi) contra Mussolini. No mesmo dia, Vítor Emanuel III substituiu-o pelo marechal Pietro Badoglio e mandou prendê-lo.
Hitler ordenou operações militares para libertar Mussolini e, como era seu procedimento comum, ele emitiu ordens semelhantes a organizações concorrentes dentro do exército alemão. Então ele ordenou que Skorzeny rastreasse Mussolini e, simultaneamente, ordenou que o general paraquedista Kurt Student executasse a libertação.
Mussolini estava sendo transportado pela Itália por seus captores (primeiro para Ponza, depois para La Maddalena, ambas pequenas ilhas no Mar Tirreno). Ao interceptar uma mensagem de rádio italiana codificada, Skorzeny usou o reconhecimento fornecido pela rede de agentes e informantes do SS-Obersturmbannführer Herbert Kappler (ajudado com notas bancárias britânicas falsificadas com valor nominal de £ 100.000, forjadas na Operação Bernhard). Foi determinado que Mussolini estava preso no Hotel Campo Imperatore, uma estação de esqui em Campo Imperatore, no maciço de Gran Sasso, na Itália, no alto dos Apeninos.

Em 12 de setembro de 1943, Skorzeny e 16 soldados da SS se juntaram aos Fallschirmjäger para resgatar Mussolini em uma missão de planador de alto risco. Dez planadores DFS 230, cada um transportando nove soldados e um piloto, rebocados por aviões Henschel Hs 126, decolaram entre 13h05 e 13h10 da Base Aérea de Pratica di Mare, perto de Roma. O líder da operação aérea, o paraquedista Oberleutnant Georg Freiherr von Berlepsch, entrou no primeiro planador, Skorzeny e seus soldados SS sentaram-se no quarto e quinto planadores. Para ganhar altitude antes de cruzar as Colinas Albanas, as três unidades líderes de aviões rebocadores de planadores fizeram um loop adicional. Todas as unidades seguintes consideraram essa manobra desnecessária e preferiram não colocar em risco o tempo determinado de chegada ao alvo. Isso levou à situação em que as duas unidades de Skorzeny chegaram primeiro ao alvo. Enquanto isso, a estação do vale do funicular que leva ao Campo Imperatore foi capturada às 14:00 em um ataque terrestre por duas companhias de paraquedistas lideradas pelo Major Otto-Harald Mors, que era o comandante-chefe de todo o ataque. Eles também cortaram todas as linhas telefônicas. Às 14h05, os comandos aerotransportados pousaram seus dez planadores DFS 230 na montanha perto do hotel; apenas um caiu, causando ferimentos. Os Fallschirmjäger e as tropas especiais de Skorzeny dominaram os captores de Mussolini (200 guardas Carabinieri bem equipados) sem que um único tiro fosse disparado; isso também se deveu ao fato de que o general Fernando Soleti, da Polizia dell' Africa Italiana, que voou com Skorzeny, disse a eles para recuarem. Skorzeny atacou o operador de rádio e seu equipamento e invadiu o hotel, sendo seguido por seus soldados da SS e paraquedistas. Dez minutos após o início do ataque, Mussolini deixou o hotel, acompanhado pelos soldados alemães. Às 14h45, o Major Mors acessou o Hotel pelo funicular e se apresentou a Mussolini.

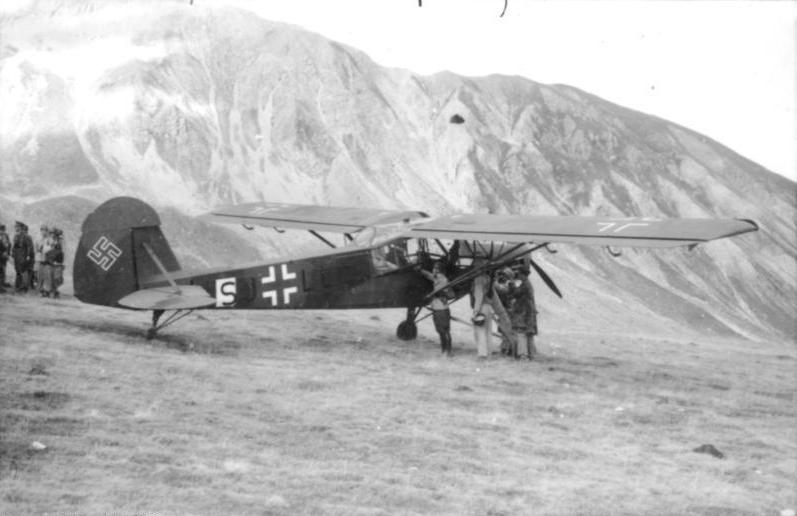
Fieseler Fi 156 Storch usado para resgatar Mussolini

Posteriormente, Mussolini seria levado em um avião Fieseler Fi 156 STOL. Embora, nas circunstâncias dadas, o pequeno avião estivesse sobrecarregado, Skorzeny insistiu em acompanhar Mussolini, colocando assim em risco o sucesso da missão. Após uma decolagem extremamente perigosa, mas bem-sucedida, eles voaram para Pratica di Mare. De lá, eles seguiram imediatamente, voando em um Heinkel He 111 para Viena, onde Mussolini passou a noite no Hotel Imperial. No dia seguinte, ele foi levado de avião para Munique e em 14 de setembro encontrou-se com Hitler no Quartel-General do Führer, na Wolfsschanze, perto de Rastenburg.
O desembarque em Campo Imperatore foi de fato liderado pelo Primeiro Tenente Georg Freiherr von Berlepsch, comandado pelo Major Otto-Harald Mors e sob ordens do General Kurt Student, todos oficiais Fallschirmjäger (paraquedistas da força aérea alemã); mas Skorzeny supervisionou o líder italiano bem na frente das câmeras. Após um golpe de propaganda pró-SS a mando do Reichsführer-SS Heinrich Himmler e do ministro da propaganda Joseph Goebbels, Skorzeny e suas forças especiais (SS-Sonderverband zb V. "Friedenthal") da Waffen-SS receberam a maior parte do crédito pela operação.

### Operação Weitsprung

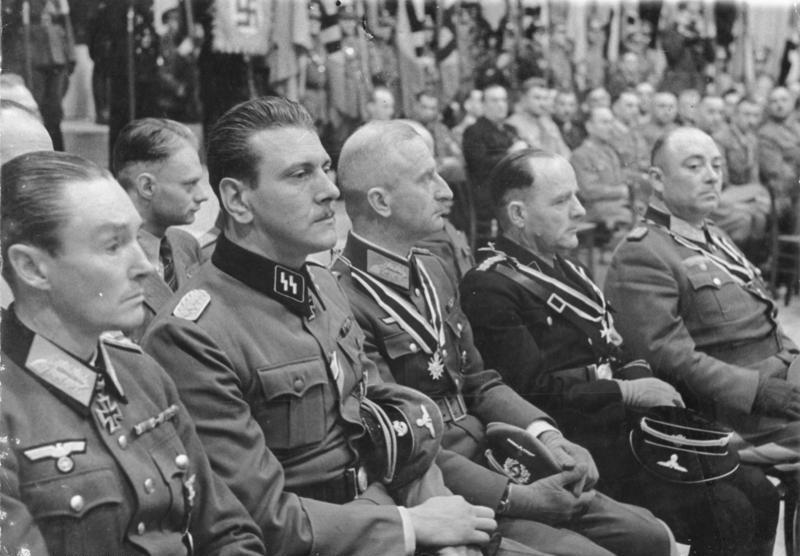
Skorzeny (2º da esquerda para a direita), 3 de outubro de 1943

"Operação Weitsprung" foi o suposto nome de código dado a uma conspiração para assassinar os "Três Grandes" (Josef Stalin, Winston Churchill e Franklin Roosevelt) na Conferência de Teerã de 1943. Hitler supostamente deu o comando da operação a Ernst Kaltenbrunner, chefe do RSHA, que, por sua vez, cedeu a missão a Skorzeny. O conhecimento de todo o esquema foi apresentado aos Aliados Ocidentais pela NKVD de Stalin na Conferência de Teerã. Os soviéticos disseram que souberam de sua existência por meio de atividades de contraespionagem contra a inteligência alemã. Seus agentes descobriram que os nazistas sabiam a hora e o local da reunião porque haviam decifrado um código naval dos EUA. De acordo com a NKVD, o plano de assassinato foi frustrado depois que eles identificaram os espiões alemães no Irã, forçando Skorzeny a cancelar a missão devido à inteligência inadequada.
Após Teerã, a história foi tratada com incredulidade pelos britânicos e americanos, que a rejeitaram como propaganda soviética. Skorzeny apoiou esta opinião ao afirmar nas suas memórias do pós-guerra que tal operação nunca existiu. Ele disse que a história sobre os planos vazados para o espião soviético Nikolai Kuznetsov por um SS-Sturmbannführer chamado Hans Ulrich von Ortel foi uma invenção soviética; Hans Ulrich von Ortel nunca existiu. Skorzeny afirmou que seu nome foi usado apenas para dar credibilidade à história porque a NKVD sabia que seu renomado histórico como comando da SS tornaria a existência de tal operação mais plausível.:193

### Ataque em Drvar
No início de 1944, o Sonderverband zbV Friedenthal foi redesignado SS-Jäger-Bataillon 502, com Skorzeny permanecendo como comandante. Eles foram designados para a Operação Rösselsprung, conhecida posteriormente como Ataque a Drvar. Rösselsprung foi uma operação de comando destinada a capturar o comandante-chefe iugoslavo, marechal Josip Broz Tito, que também havia sido recentemente reconhecido pelos Aliados como primeiro-ministro iugoslavo. O marechal Tito liderou o exército de resistência partisan iugoslavo a partir do seu quartel-general perto da cidade bósnia de Drvar, no centro de uma grande área controlada pelos partisans.
Hitler sabia que Tito estava recebendo apoio dos Aliados e estava ciente de que tropas britânicas ou americanas poderiam desembarcar na Dalmácia, ao longo da costa do Adriático, com o apoio dos guerrilheiros. Matar ou capturar Tito não só dificultaria isso, como também daria um impulso muito necessário ao moral das forças do Eixo engajadas na Iugoslávia ocupada. Skorzeny estava envolvido no planejamento de Rösselsprung e deveria comandá-lo. No entanto, ele se opôs à implementação depois de visitar Zagreb e descobrir que a operação havia sido comprometida pelo descuido de agentes alemães no Estado Independente da Croácia, afiliado aos nazistas, em território iugoslavo ocupado.
Mesmo assim, a Rösselsprung foi colocada em ação, mas foi um desastre completo. A primeira onda de paraquedistas, após pesado bombardeio da Luftwaffe, saltou entre o esconderijo de Tito em uma caverna e a cidade de Drvar; eles pousaram em campo aberto e muitos foram prontamente baleados por membros do Batalhão de Escolta de Tito, uma unidade com menos de cem soldados. A segunda leva de paraquedistas errou o alvo e pousou a vários quilômetros da cidade. Tito já havia partido há muito tempo antes que os paraquedistas chegassem à caverna; uma trilha no fundo da caverna levava aos trilhos da ferrovia, onde Tito embarcou em um trem que o levou em segurança para Jajce. Enquanto isso, a 1ª Brigada Partisan, da 6ª Divisão Partisan Lika, chegou após uma mar a forçada de doze milhas (dezenove quilômetros) e atacou os paraquedistas da Waffen-SS, causando pesadas baixas.

### Hungria e a Operação Panzerfaust

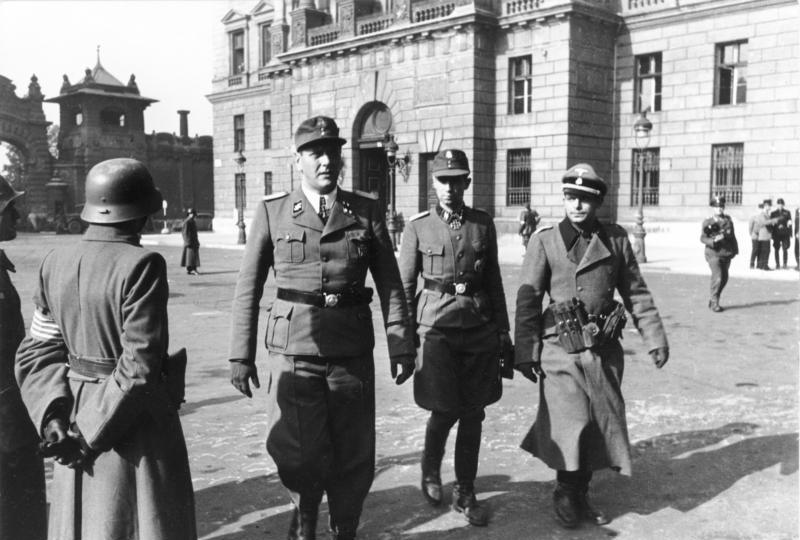
Otto Skorzeny (esquerda), Adrian von Fölkersam (meio), em Budapeste, 16 de outubro de 1944

Em outubro de 1944, Hitler enviou Skorzeny para a Hungria após receber a notícia de que o regente da Hungria, almirante Miklós Horthy, estava negociando secretamente com o Exército Vermelho. A rendição da Hungria teria cortado o contingente de um milhão de soldados alemães que ainda lutavam nos Bálcãs.
Skorzeny, em uma ousada "captura" com o codinome Operação Panzerfaust (conhecida como Operação Eisenfaust na Alemanha), sequestrou o filho de Horthy, Miklós Horthy Jr., e forçou seu pai a renunciar ao cargo de chefe de Estado. Um governo pró-nazista sob o ditador Ferenc Szálasi foi então instalado na Hungria. Em abril de 1945, depois que as forças alemãs e húngaras foram expulsas da Hungria, Szálasi e suas forças baseadas no Partido da Cruz Flechada continuaram a luta na Áustria e na Eslováquia. O sucesso da operação rendeu a Skorzeny a promoção a Obersturmbannführer.

### Operação Greif e a derrota alemã

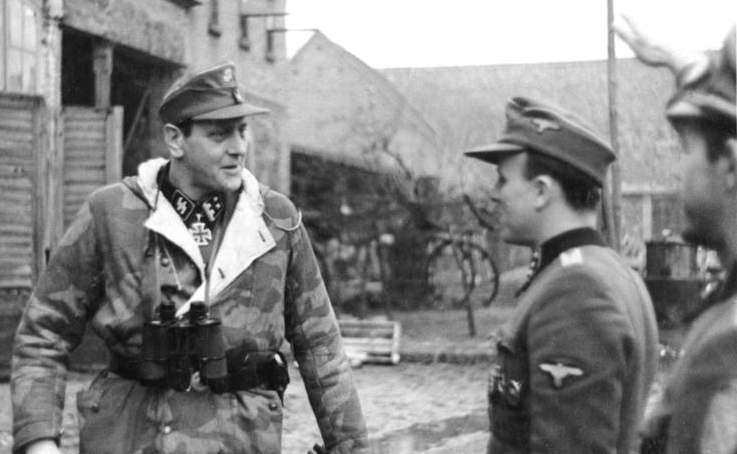
Skorzeny em Brandemburgo visitando o 500º Batalhão de Paraquedistas SS, fevereiro de 1945

Como parte da ofensiva alemã nas Ardenas no final de 1944 (Batalha das Ardenas), as tropas de língua inglesa de Skorzeny foram encarregadas de se infiltrar nas linhas americanas disfarçadas em uniformes americanos para produzir confusão e apoiar o ataque alemão. Na campanha, Skorzeny foi comandante de uma unidade composta, a 150ª Brigada Panzer SS. Conforme planeado por Skorzeny, a Operação Greif envolveu cerca de duas dúzias de soldados alemães, a maioria deles em jipes americanos capturados e disfarçados em uniformes americanos, que penetrariam nas linhas americanas nas primeiras horas da Batalha das Ardenas para causar desordem e confusão. Skorzeny estava bem ciente de que, segundo a Convenção de Haia de 1907, qualquer um dos seus homens capturados enquanto vestia uniformes americanos seria executado como espião e esta possibilidade causou muita discussão com o Generaloberst Alfred Jodl e o Marechal de Campo Gerd von Rundstedt.
Um punhado de seus homens foi capturado e espalhou um boato de que Skorzeny estava liderando pessoalmente um ataque a Paris para matar ou capturar o General Eisenhower, que não gostou de ter que passar o Natal de 1944 isolado por razões de segurança. Eisenhower retaliou ordenando uma caçada total a Skorzeny, com cartazes de "Procurado" distribuídos por todos os territórios controlados pelos Aliados, com uma descrição detalhada e uma fotografia. No total, vinte e três homens de Skorzeny foram capturados atrás das linhas americanas e dezasseis foram executados como espiões por violarem as regras da guerra ao usarem uniformes inimigos.
Skorzeny passou fevereiro de 1945 como major-general interino comandando cerca de 5.000 soldados, alguns dos quais eram seus comandos e paraquedistas da SS, durante a defesa da cabeça de ponte de Schwedt no rio Oder. Em 17 de março, ele recebeu ordens para sabotar a última ponte intacta restante sobre o Reno em Remagen após sua captura pelos Aliados, mas a ponte desabou no mesmo dia, e o esquadrão de demolições navais que estava preparando sua destruição atacou sem sucesso uma ponte flutuante aliada próxima entre Kripp e Linz. Hitler concedeu-lhe uma das maiores honrarias militares da Alemanha, a Medalha de Folhas de Carvalho da Cruz de Cavaleiro.

## Pós-guerra

### Julgamentos de Dachau

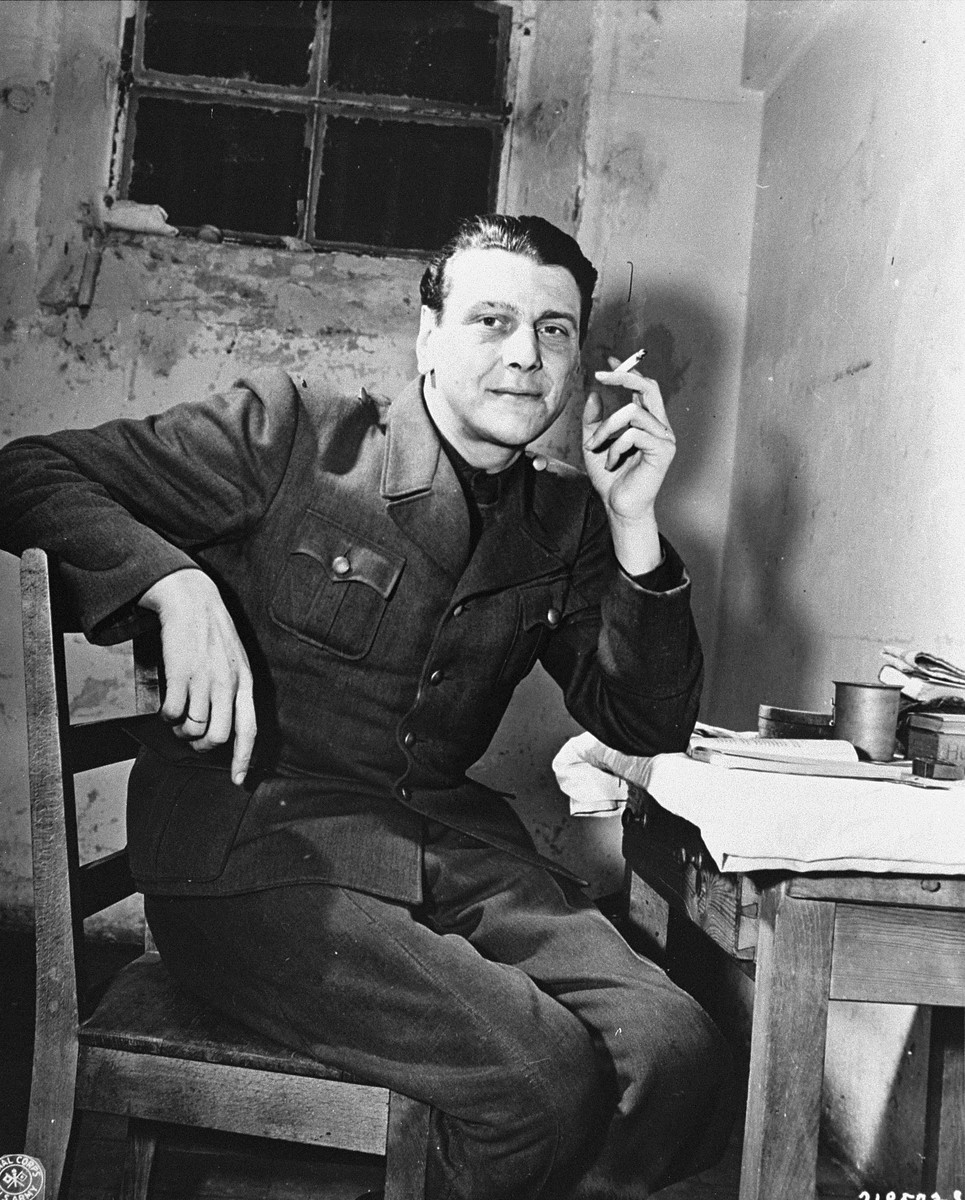
Skorzeny esperando em uma cela como testemunha nos julgamentos de Nuremberg – 24 de novembro de 1945

Skorzeny ficou internado por dois anos antes de ser julgado como criminoso de guerra nos julgamentos de Dachau em 1947 por supostamente violar as leis de guerra durante a Batalha das Ardenas. Ele e nove oficiais da Panzerbrigade 150 foram julgados por um tribunal militar americano em Dachau em 18 de agosto de 1947. Eles enfrentaram acusações de uso indevido de insígnias militares americanas, roubo de uniformes americanos e roubo de encomendas da Cruz Vermelha de prisioneiros de guerra americanos. O julgamento durou mais de três semanas. A acusação de roubo de encomendas da Cruz Vermelha foi retirada por falta de provas. Skorzeny admitiu ter ordenado que seus homens usassem uniformes americanos, mas sua defesa argumentou que, desde que os uniformes inimigos fossem descartados antes do início do combate, tal tática era um estratagema de guerra legítimo.
No último dia do julgamento, 9 de setembro, F. F. E. Yeo-Thomas, um ex-agente britânico do SOE, testemunhou em defesa de Skorzeny e seus agentes vestindo uniformes americanos atrás das linhas inimigas, alegando que os Aliados Ocidentais haviam ativamente contemplado a realização exatamente do mesmo tipo de operações de "bandeira falsa"; o Tribunal posteriormente absolveu os dez réus. O Tribunal fez uma distinção entre o uso de uniformes inimigos durante o combate e para outros fins, incluindo o engano, e não conseguiu provar que Skorzeny tinha dado ordens para lutar realmente com uniformes americanos.

### Fuga da prisão
Skorzeny foi detido num campo de internamento em Darmstadt, aguardando a decisão de um tribunal de desnazificação. Em 27 de julho de 1948, ele escapou do campo com a ajuda de três ex-oficiais da SS vestidos com uniformes da polícia militar americana que entraram no campo e alegaram que haviam recebido ordens de levar Skorzeny a Nuremberg para uma audiência legal. Skorzeny afirmou posteriormente que as autoridades americanas ajudaram na sua fuga e forneceram os uniformes.
Skorzeny escondeu-se em uma fazenda na Baviera que tinha sido alugada pela Condessa Ilse Lüthje, sobrinha de Hjalmar Schacht (antigo ministro das finanças de Hitler), durante cerca de 18 meses, durante os quais esteve em contacto com Reinhard Gehlen e, juntamente com Hartmann Lauterbacher (antigo vice-chefe da Juventude Hitlerista), foi recrutado para a Organização Gehlen. Skorzeny foi fotografado em um café na Champs-Élysées, em Paris, em 13 de fevereiro de 1950. A foto apareceu na imprensa francesa no dia seguinte, fazendo com que ele se mudasse para Salzburgo, onde se encontrou com veteranos alemães e também pediu o divórcio para poder se casar com Lüthje.
Pouco depois, com a ajuda de um passaporte Nansen emitido pelo governo espanhol, mudou-se para Madrid, onde montou uma pequena empresa de engenharia. Em abril de 1950, a publicação das memórias de Skorzeny pelo jornal francês Le Figaro provocou uma revolta de 1500 comunistas em frente à sede do jornal.

### Conselheiro militar

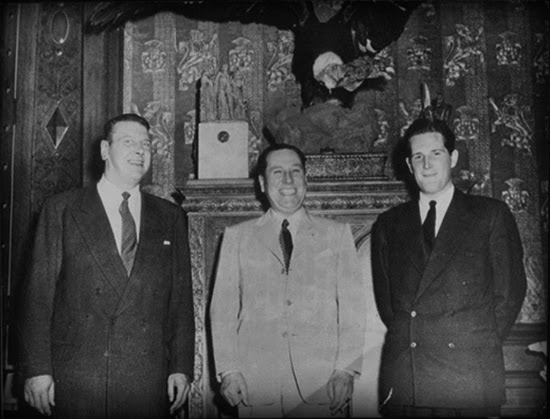
Skorzeny (esquerda) e Juan Perón (centro)

Em 1952, quando o Egito foi tomado pelo General Mohammed Naguib, Skorzeny foi enviado ao Egito no ano seguinte pelo ex-General Reinhard Gehlen (que agora trabalhava indiretamente para a CIA) para atuar como conselheiro militar de Naguib. Skorzeny recrutou uma equipe composta por ex-oficiais da SS e da Wehrmacht para treinar o exército egípcio. Entre esses oficiais estavam os ex-generais da Wehrmacht Wilhelm Fahrmbacher e Oskar Munzel; o chefe do Departamento de Assuntos Judaicos da Gestapo na Polônia ocupada, Leopold Gleim; e Joachim Daemling, ex-chefe da Gestapo em Düsseldorf. Além de treinar o exército, Skorzeny também treinou voluntários árabes em táticas de comando para possível uso contra tropas britânicas estacionadas na zona do Canal de Suez. Vários refugiados palestinos também receberam treinamento de comando, e Skorzeny planejou seus ataques a Israel via Faixa de Gaza em 1953-1954. Um desses palestinos foi Yasser Arafat. Ele permaneceu como conselheiro do presidente egípcio Gamal Abdel Nasser. [d]
Segundo alguns autores, ele viajou entre a Espanha e a Argentina, onde atuou como conselheiro do presidente Juan Perón e como guarda-costas de Eva Perón, ao mesmo tempo em que fomentava a ambição de que o "Quarto Reich" fosse centrado na América Latina.

### Recrutamento pelo Mossad
A revista israelita de segurança e inteligência Matara publicou um artigo em 1989 alegando que Skorzeny tinha sido recrutado pelo Mossad em 1963 para obter informações sobre cientistas alemães que estavam a trabalhar num projecto egípcio para desenvolver foguetes a serem usados contra Israel. Ao relatar a história de Matara, o principal diário israelita Yedioth Ahronot disse que tinha confirmado a história da sua própria fonte sénior do Mossad. O antigo chefe do Mossad, Isser Harel, confirmou a história de que antigos nazistas foram recrutados para fornecer informações sobre os países árabes.
Ian Black e Benny Morris escreveram em 1991 que Skorzeny pode não saber para quem estava trabalhando, mas em 2010, Tom Segev publicou em sua biografia de Simon Wiesenthal que Skorzeny se ofereceu para ajudar apenas se Wiesenthal o removesse de sua lista de criminosos de guerra procurados. Wiesenthal recusou, mas Skorzeny finalmente concordou em ajudar de qualquer maneira. Segev deu como sua principal fonte o agente sênior do Mossad, Rafi Meidan, a quem Segev atribui o papel principal no recrutamento de Skorzeny.
Mais detalhes da história foram publicados por Yossi Melman e Dan Raviv em 2016. De acordo com suas informações, uma equipe do Mossad começou a desenvolver um plano para matar Skorzeny, mas o chefe Isser Harel decidiu tentar recrutá-lo, pois um homem infiltrado aumentaria muito sua capacidade de atingir os nazistas que estavam fornecendo assistência militar ao Egito. Ele teria sido recrutado e conduzido operações para o Mossad a partir de 1964, trabalhando com Avraham Ahituv e Rafi Eitan.
Outras fontes não identificadas afirmaram que Skorzeny foi recrutado depois que o Mossad visitou sua casa na Espanha, onde esperava ser assassinado. Depois de passar por instruções e treinamento nas instalações do Mossad em Israel, o suposto trabalho para o Mossad incluiu o assassinato do cientista de foguetes alemão Heinz Krug, que trabalhava para o governo egípcio, e a postagem de uma carta-bomba que matou cinco egípcios na Fábrica 333, local de lançamento de foguetes militares egípcios. Ele também teria fornecido os nomes e endereços de cientistas alemães que trabalhavam para o Egito e os nomes de empresas de fachada europeias que forneciam equipamento militar ao Egito.
Nenhuma fonte confirmada pode explicar os motivos de Skorzeny para trabalhar com Israel, mas ele pode ter desejado aventura e intriga e temido ser assassinado pelo Mossad. Um artigo publicado no Der Spiegel em 22 de janeiro de 2018 levantou dúvidas quanto ao envolvimento de Skorzeny na morte de Krug, afirmando que o chefe do Mossad, Isser Harel, ordenou o assassinato.

### Outras atividades
Como milhares de outros ex-nazistas, Skorzeny foi declarado entnazifiziert (desnazificado) à revelia em 1952 por um conselho de arbitragem do governo da Alemanha Ocidental, o que significava que ele agora podia viajar da Espanha para outros países ocidentais, com um passaporte Nansen especial para apátridas com o qual visitou a Irlanda em 1957 e 1958. No final de 1958, ele se qualificou para um passaporte austríaco e, em 1959, comprou a Martinstown House, uma fazenda de 67 alqueires perto de The Curragh, no condado de Kildare, Irlanda. Embora Skorzeny não pudesse ter sua entrada recusada sem justa causa, seu visto de residência foi recusado pelo governo irlandês e teve que limitar sua estadia a seis semanas por vez, e ele foi monitorado pelo G2. Ele raramente o visitou depois de 1963 e vendeu a Martinstown House em 1971. Com 193 cm de altura e pesando 110kg junto com sua cicatriz, ele era facilmente reconhecível e causou especulações entre a imprensa inglesa e irlandesa quanto a por que ele estava na Irlanda. Um residente de Kildare lembrou-se de Skorzeny como alguém que "não era particularmente amigável e [que] realmente não se misturava com a população local". Skorzeny também possuía propriedades em Majorca.
Na década de 1960, Skorzeny criou o Grupo Paladin, que ele imaginou como "uma diretoria internacional de pessoal de ataque estratégico [que] ficaria na linha divisória entre as operações paramilitares realizadas por tropas uniformizadas e a guerra política conduzida por agentes civis". Com sede perto de Alicante, na Espanha, o Grupo Paladin era especializado em armar e treinar guerrilheiros. Alguns dos seus agentes foram recrutados pelo Ministério do Interior espanhol para travar uma guerra clandestina contra o grupo separatista ETA. Skorzeny foi um dos fundadores e conselheiros da liderança do grupo neonazista espanhol CEDADE, criado em 1966.
Houve rumores que sob os nomes falsos de Robert Steinbacher e Otto Steinbauer e apoiado por fundos nazistas ou (de acordo com algumas fontes) pela inteligência austríaca, Skorzeny criou uma organização secreta chamada Die Spinne (em inglês: "A Aranha"), que ajudou cerca de 600 ex-homens da SS a escapar da Alemanha para a Espanha, Argentina e de lá para outros países.

## Morte
Em 1970, um tumor cancerígeno foi descoberto na coluna de Skorzeny. Dois tumores foram removidos enquanto ele estava internado em um hospital em Hamburgo, deixando-o temporariamente paralisado. Skorzeny morreu de câncer de pulmão em 5 de julho de 1975 em Madrid. Ele tinha 67 anos. Skorzeny nunca denunciou o nazismo.
Ele recebeu um funeral católico em Madri em 7 de agosto de 1975. Seu corpo foi então cremado e suas cinzas foram levadas para Viena para serem enterradas no jazigo da família Skorzeny em Döblinger Friedhof. Os seus funerais em Madrid e Viena foram assistidos por antigos colegas da SS que fizeram a saudação de Hitler, e também cantaram algumas das canções favoritas de Hitler.

## Na ficção
Como muitas outras figuras proeminentes da Segunda Guerra Mundial, Skorzeny foi retratado em várias obras de ficção, como a tetralogia Worldwar de Harry Turtledove e 1945 de Newt Gingrich e William R. Forstchen. Em The Eagle has Landed, de Jack Higgins, o resgate de Mussolini por Skorzeny inspira um plano para sequestrar Winston Churchill.
Skorzeny foi retratado na série dramática de televisão Mussolini: The Untold Story e Mussolini and I, e no filme dramático Walking with the Enemy (2014). A série dramática espanhola Jaguar é inspirada em Skorzeny.

## Condecorações
- Cruz de Ferro (1939), 2ª Classe (26 de agosto de 1941) e 1ª Classe (12 de setembro de 1943)[86]
- Cruz de Cavaleiro da Cruz de Ferro, 13 de setembro de 1943; Folhas de Carvalho, 9 de abril de 1945 (826º)[87]